# Aniek van Koot
Aniek van Koot (ur. 15 sierpnia 1990 w Winterswijk) – holenderska tenisistka niepełnosprawna, liderka zarówno rankingu singlowego, jak i deblowego, zwyciężczyni trzech turniejów wielkoszlemowych w grze pojedynczej oraz dwudziestu dwóch w grze podwójnej, zwyciężczyni mistrzostw na zakończenie sezonu w grze pojedynczej (2014), sześciokrotna triumfatorka tej imprezy w grze podwójnej (2010, 2012, 2015, 2018, 2019, 2021), dwukrotna mistrzyni paraolimpijska w grze podwójnej (Rio de Janeiro 2016, Tokio 2020), trzykrotna wicemistrzyni paraolimpijska w singlu (Londyn 2012, Rio de Janeiro 2016) i deblu (Londyn 2012). W karierze van Koot zwyciężyła w 55 turniejach singlowych i 115 deblowych.

## Historia występów
Legenda
     W, wygrany turniej
     F, przegrana w finale
     SF, przegrana w półfinale
     SFP, SFW, przegrana, wygrana w meczu o trzecie miejsce
     QF, przegrana w ćwierćfinale
     xR przegrana w x rundzie
     LQ, przegrana w kwalifikacjach
     RR, przegrana w fazie grupowej
     A, brak startu
     NH, impreza nie odbyła się

### Występy w Wielkim Szlemie

#### Gra pojedyncza
| Wielkoszlemowe turnieje w singlu na wózkach |                |                |                |                |                |                |                |                |    |    |    |    |    |    |    |
| Australian Open                             | 1R             | A              | SF             | QF             | F              | W              | A              | SF             | F  | QF | SF | SF | F  | QF | F  |
| French Open                                 | SF             | QF             | QF             | SF             | F              | SF             | F              | F              | QF | SF | SF | SF | SF | SF | SF |
| Wimbledon                                   | Nie rozgrywano | Nie rozgrywano | Nie rozgrywano | Nie rozgrywano | Nie rozgrywano | Nie rozgrywano | Nie rozgrywano | Nie rozgrywano | F  | SF | F  | W  | NH | QF | QF |
| US Open                                     | NH             | SF             | QF             | F              | NH             | W              | F              | SF             | NH | SF | QF | QF | A  | SF | SF |

#### Gra podwójna
| Wielkoszlemowe turnieje w deblu na wózkach |    |    |    |   |    |   |   |   |    |    |    |   |    |    |   |
| Australian Open                            | SF | A  | W  | F | F  | W | A | F | F  | W  | F  | W | F  | W  | W |
| French Open                                | SF | F  | W  | F | SF | W | F | W | F  | F  | W  | W | W  | W  | W |
| Wimbledon                                  | NH | A  | SF | F | W  | W | F | F | F  | SF | SF | W | NH | SF | F |
| US Open                                    | NH | SF | F  | F | NH | W | F | W | NH | F  | F  | W | A  | W  | W |

### Turnieje Masters oraz igrzyska paraolimpijskie
| Turnieje Masters         |    |    |                |                |                |   |                |                |                |    |                |                |                |                |     |    |
| singel                   | A  | RR | RR             | RR             | F              | F | A              | W              | SF             | RR | SF             | SF             | RR             | NH             | SF  |    |
| debel                    | F  | A  | F              | W              | F              | W | A              | A              | W              | A  | F              | W              | W              | NH             | W   |    |
| Igrzyska paraolimpijskie |    |    |                |                |                |   |                |                |                |    |                |                |                |                |     |    |
| singel                   | NH | A  | Nie rozgrywano | Nie rozgrywano | Nie rozgrywano | F | Nie rozgrywano | Nie rozgrywano | Nie rozgrywano | F  | Nie rozgrywano | Nie rozgrywano | Nie rozgrywano | Nie rozgrywano | SFP | NH |
| debel                    | NH | A  | Nie rozgrywano | Nie rozgrywano | Nie rozgrywano | F | Nie rozgrywano | Nie rozgrywano | Nie rozgrywano | W  | Nie rozgrywano | Nie rozgrywano | Nie rozgrywano | Nie rozgrywano | W   | NH |